# Dana Terrace
Dana Terrace (ur. 8 grudnia 1990 w Hamden) – amerykańska animatorka, reżyserka i aktorka głosowa; twórczyni serialu Sowi dom.

## Filmografia

### Filmy
| Rok  | Tytuł                        |
| ---- | ---------------------------- |
| 2012 | Nym                          |
| 2013 | Harvest Season               |
| 2014 | Mirage                       |
| 2017 | Zanim żyli długo i zaplątani |
| 2018 | Blanderstein                 |

### Seriale telewizyjne
| Rok       | Tytuł                         |
| --------- | ----------------------------- |
| 2012      | Gravity Falls                 |
| 2017      | Zaplątani: Przygody Roszpunki |
| 2017      | Kacze opowieści               |
| 2019      | Camp Halohead                 |
| 2020–2023 | Sowi dom                      |